# Pazayac
Pazayac település Franciaországban, Dordogne megyében. Lakosainak száma 803 fő (2022. január 1.). Pazayac Mansac, Saint-Pantaléon-de-Larche, La Feuillade, Les Coteaux Périgourdins és Terrasson-Lavilledieu községekkel határos.

## Népesség
A település népességének változása:
| Lakosok száma | 411  | 627  | 640  | 709  | 836  | 854  | 880  | 893  | 850  | 803  |
|               | 1968 | 1982 | 1990 | 2006 | 2013 | 2015 | 2017 | 2019 | 2020 | 2022 |